# 郷田マモラ
郷田 マモラ（ごうだ マモラ、本名：上之郷 守（かみのごう まもる）、1962年 - ）は、日本の漫画家。

## 略歴
三重県伊勢市出身、東京都在住。血液型B型。大阪総合デザイン専門学校でグラフィックデザインを学ぶ。フリーのイラストレーターとして活動後、1993年に『虎の子がゆく!』がちばてつや賞一般部門大賞を、『花の咲く庭』がミスターマガジンの新人漫画賞入選を受賞し、二誌同時デビューとなった。
1998年、女性監察医の活躍を描いた『きらきらひかる』がフジテレビ系にて深津絵里主演によりドラマ化。2005年、『MAKOTO』が君塚良一監督、松竹配給のもと映画化。
2007年、拘置所の新人刑務官と死刑囚の友情を描いた『モリのアサガオ』で、平成19年度文化庁メディア芸術祭マンガ部門大賞受賞。2008年の映画化（生野慈朗監督、ギャガ・コミュニケーションズ配給）に続き、2010年にはテレビ東京系にて伊藤淳史主演・テレパック制作によりドラマ化される。
2017年より、原作者として『「卒業」ぼくらと、ことりの物語』をcomicoにて連載（2018年7月9日をもって連載終了）。
2018年より『[poor] （プア）ゼラニウムの誘惑』を連載、2021年完結。
2021年より、『モリのアサガオ』の続編となる『モリのアサガオ2』が連載開始。

## 不祥事
2013年4月21日ごろ、自身の自宅兼事務所にて女性アシスタントに野球の硬球を投げつけ、手淫させるなどの猥褻な行為をした。同年5月12日、同じ女性を突き飛ばし、後頭部を蹴るなどしてけがを負わせた。同年6月5日、強制猥褻や傷害により逮捕。8月27日、東京地裁立川支部により懲役3年執行猶予3年の有罪判決が言い渡された。判決直後は被害者への謝罪と、今後はペンネームを変えてやり直す旨を公表。しかし、週刊女性2014年8月26日号より『ニコラオスの嘲笑 警部補・森村つぐみ』（原作担当）の連載を開始。判決公告から1年を待たずして前言撤回となる行動をとった。

## 人物
趣味は音楽鑑賞。特にさねよしいさ子、モーツァルト、スコット・ジョプリンを好む。スポーツ観戦も趣味。いとこにドールハウス作家の工藤和代がいる。

## 特徴
物語は大阪を舞台に展開し、大半の人物のセリフが関西弁となっている。作中に登場する「根古田区」は架空の町。作画には穂先が1cmの面相筆を使用。

## 漫画作品
『きらきらひかる-浪速美人監察医物語』
1995年 - 2000年。監察医の道を歩む「天野ひかる」の物語。単行本全13巻、文庫版全8巻。講談社。
『きらきらひかる2』
2002年 - 2004年。「天野ひかる」と「白川真言」が出会ってからの物語。単行本全5巻、文庫版全3巻。講談社。
『きらきらひかる最終章』
2007年。単行本全2巻。双葉社。

『幸福な人生』
2000年。デビュー作2編を含む7編の短編集。単行本全1巻。講談社。
『MAKOTO』
2001年。霊が見える監察医「白川真言」の物語。単行本全1巻双葉社、文庫版全1巻講談社。
『モリのアサガオ』
2004年 - 2007年。刑務官「及川直樹」と同い年の死刑囚「渡瀬満」の物語。全7巻。双葉社。
『モリのアサガオ2』
2021年 - 。渡瀬満処刑後の及川直樹を描く。
『サマヨイザクラ』
2008年 - 2009年。裁判員制度で、裁判員に選ばれた主人公の相羽圭一を中心に、殺人事件の裁判を執り行う物語。全2巻。双葉社。
『星屑の少年たちへ なにわの思春期外来奮戦記』
臨床心理士の話。既刊2巻。双葉社。
『あしゅらみち -冤罪-』
漫画アクション2012年8月7日号から連載。冤罪をテーマとした本作は「モリのアサガオ」「サマヨイザクラ」に続く司法三部作の最終作。第1話では社内でいじめに遭う運送会社の従業員・加治と、変人扱いされている同僚の女性社員・田原が親睦を深める様子が描かれた。2013年に打切り。
『ニコラオスの嘲笑 警部補・森村つぐみ』
原作担当。2014年 - 2018年。シングルマザーの女性刑事が、ある殺傷事件にて現場にいたとされるフリーターの男を逮捕するも、その男が冤罪であることを指摘するという警察ミステリー。作画･長岡敦子(桃井ジョン)。主婦と生活社。
『この小さな手』
原作担当。作画・吉田浩。連載終了。マンガonウェブ。
『「卒業」ぼくらと、ことりの物語』
2017年 - 2019年7月9日
原作担当。作画・北見明子。連載終了。comico。
『[poor] （プア）ゼラニウムの誘惑』
2018年 - 2021年。マンガonウェブ。